# Hyloniscus narentanus
Hyloniscus narentanus là một loài chân đều trong họ Trichoniscidae. Loài này được Verhoeff miêu tả khoa học năm 1909.